# Yves-Guy Bergès
 (décembre 2016).
Si vous disposez d'ouvrages ou d'articles de référence ou si vous connaissez des sites web de qualité traitant du thème abordé ici, merci de compléter l'article en donnant les références utiles à sa vérifiabilité et en les liant à la section « Notes et références ».
Pour les articles homonymes, voir Bergès.
Yves-Guy Bergès est un écrivain, photographe et journaliste français, né à Fès au Maroc le 22 septembre 1930, mort d'une crise cardiaque à Bangkok le 1er juin 2014 . Prix Albert-Londres 1969 pour ses reportages sur la guerre du Biafra publiés dans le France-Soir.

## Apprentissage
Dès l'âge de seize ans, Yves-Guy Bergès part à pied à travers l'Europe pour y apprendre « la photo et le reportage ». Après des études secondaires au lycée Michel-Montaigne de Bordeaux, il monte à Paris et alterne pendant dix ans des cycles de sciences humaines (ethnologie, histoire, sociologie) avec de grands raids en solitaire à pied et en auto-stop autour du monde (plus de 140 000 km) chaque voyage se déroulant selon un itinéraire et un timing soigneusement planifiés. Il a 22 ans lorsque, après avoir relié Bordeaux et Le Cap, il se lance le défi de retourner à Alger en moins de temps que les participants du Rallye de l'époque: il mettra trois jours de moins que le vainqueur de l'épreuve. Plus tard, en Amérique, il s'improvisera bûcheron, laveur de voitures et conférencier pour financer son périple Alaska-Terre de Feu. En 1961, la couverture du no 91 du magazine Pilote le proclamera « champion du monde de l'auto-stop »...

## Parcours
En 1951-1952, Yves-Guy Bergès publie ses premiers articles dans La Vie de Bordeaux; l'un d'eux s'intitule : L'Aventure, cette création continue. Reporter photographe au Service Cinéma de l'Armée pendant la guerre d'Algérie, il expérimente l'aventure-guerre après l'aventure-voyage. En 1962, s'estimant prêt, commence alors une carrière de journaliste indépendant (texte et photos), D'Alger 1962 à Zagreb 1992, auto-finançant le plus souvent ses reportages, on le rencontre partout où s'écrit l'Histoire de notre époque. Collaborant tour à tour à L'Express, à France-Soir, à Paris Match, à Combat, à La Croix, au Point, à VSD, au Figaro, à Valeurs actuelles, à la presse quotidienne régionale, au Soir illustré, à La Suisse, il est, en 1964, l'envoyé spécial de Cinq Colonnes à la Une au Congo. Les agences Gamma, puis Sygma distribuent sur leur réseau mondial sa production photo. Grand reporter à l'ORTF jusqu'en 1968. Editorialiste au Journal du dimanche de 1972 à 1978. Spécialiste des maquis: Algérie, Angola, Laos, Cambodge. Jusqu'à la fin des années 1980, Yves-Guy Bergès vit intensément les dernières "années bonheur" du grand reportage à l'ancienne. En 1968-1969, il enchaîne des plongées sur le Biafra encerclé par l'armée du Nigeria, une enquête sur le modèle social scandinave et une exploration en Amazonie chez les derniers hommes de l'âge de pierre.
En 1970, Bergès se fixe au Sud-Vietnam et n'en sort que pour couvrir les émeutes en Nouvelle-Calédonie, la lutte contre l'apartheid en Afrique du Sud et, à Beyrouth, la décomposition du Liban. En 1979, il témoigne pour Le Figaro des rivalités de la révolution iranienne et de l'état de l'Algérie après la mort de Boumediène. On le retrouve en Irlande enquêtant sur l'Ira et, en Pologne, aux côtés de Solidarnosc. Il assiste en Ouganda à la chute de Idi Amine et, à Moscou, à la désintégration de l'URSS. Entre-temps, il a couvert en 1975 la chute de Saigon et, en juin 1976, il fut le premier à révéler dans France-Soir les crimes des Khmers rouges. Mais le déclin s'annonce. La restructuration de la presse écrite, contrainte à des économies drastiques en raison du report sur d'autres médias de la manne publicitaire, sonne le glas du grand reportage indépendant. Entre 1991 et 1994, Bergès couvre encore la guerre des Balkans, revient à Moscou, en Irlande, au Cambodge et, une fois de plus, en Algérie. Il sillonne Israël en autobus et est présent dans Sarajevo assiégé. Mais il ne se console pas d'avoir, faute de moyens, raté la chute du mur de Berlin et, en Afghanistan, la déroute de l'Armée rouge. En 1995, il fera sa dernière pige, dérisoire, au Réverbère, journal de rue; par pudeur, il signera "l'Allumé".

## Style
Journaliste complet, Yves-Guy Bergès s'inscrit dans la tradition du grand reportage littéraire. Ses témoignages excellent à capter l'instant d'émotion, l'image-symbole, la souffrance vécue mais aussi la dérision, l'humour noir qui se dégagent parfois des situations dramatiques. Toujours au cœur de l'évènement, il s'acquitte du programme imposé mais sait s'en détacher pour privilégier les figures libres. Immergé dans tous les camps, son regard aigu agit comme un scanner, éclaire les zones d'ombre, contourne les idées reçues. Explorateur de l'humain, il croit au retour du grand reportage intégral, texte et photos, liés, dit-il, « comme paroles et musique dans une chanson de Brassens ou de Brel ». Et il aime citer les conseils que Pierre Lazareff, son maître, donnait à ses mousquetaires: « N'emmerdez jamais. Racontez une histoire. Et montrez les évènements à travers les faits et les faits à travers les hommes. »

## Ouvrages
Personnels
- Auto Stop, illustré par Sempé (Fayard 1960)
- La Lune est en Amazonie (Albin Michel 1970)
- Guide de la Thaïlande (Nouvelles Frontières 1986)
- Guide de la Thaïlande (Ed. Départ 1989)

Collectifs
- Les 40 Prix Albert-Londres (Arléa 1986)
- Grands Reporters (Les Arènes 2010)

## Expositions photos
- Biafra (Hôtel de ville de Paris 1970)
- Massacre à Téhéran (World Press Amsterdam 1979)
- Les 100 meilleurs photos du SCA (Invalides Paris 1987)
- Mémoire de guerres (Visa pour l'Image Perpignan 1992)